# Људски алфахерпесвирус 1
Људски алфахерпесвирус 1, хумани алфахерпесвирус 1  или херпес симплекс вирус 1 (акроним ХСВ-1) је врста херпес симплекс вируса из рода  Simplexvirus, потфамилије  Alphaherpesvirinae, породице Herpesviridae, и реда Herpesvirales. ХСВ-1 је веома распрострањена на глобалном нивоу.
Резервоар херпес вируса је човек која пати од манифестне херпетичне инфекције или носиоц  вируса. Извор инфекције су пљувачка и измет, а вирус се преноси директним контактом и преко разних предмета. Улазна врата су обично респираторни тракт, али могу бити и око и оштећена кожа. Доказано је да се херпес преноси полним путем и да се може пренети на бебе током порођаја. Болест коју овај вирус изазива спада и у категорију полно преносивих болести.  

## Епидемиологија
Инфекција људским алфахерпесвирусом  1 добија се чешће и раније од инфекције људским алфахерпесвирусом  2. Више од 90% одраслих има антитела на ХСВ-1 до пете деценије живота. 
Преваленција антитела на ХСВ-1 расте са годинама и показује инверзну корелацију са социоекономским статусом. У том смислу у већем делу Азије и Африке, инфекција ХСВ-1 је скоро универзална и добија се рано у детињству. Међутим, у западној популацији након Другог светског рата, 80% до 100% одраслих (средњих година живота) нижег социоекономског статуса имало је антитела на ХСВ-1, у поређењу са само 30% до 50% одраслих у вишим социоекономским групама.
Сероистраживања све више указују на то да је пад стопе преваленције ХСВ-1 специфична за узраст и у Сједињеним Америчким Државама и у већем делу Европе, иако разлике у социоекономским класама остају примарне.  Н ато указује податак да је у развијеним земљама, смањена заражености ХСВ-1 у детињству  уз повећану учесталост сексуално стечених ХСВ-1 инфекција код адолесцената, као и повећани проценат неонаталних ХСВ случајева који су последица ХСВ-1.  
Иако се примарни ХСВ-1 и ХСВ-2 клинички не разликују, у У Сједињеним Америчким Државама, генитални ХСВ-1 је сада чешћи код пацијената беле расе, док је примарни генитални ХСВ-2 и даље чешћи код  пацијената црне расе. 

## Етиопатогенеза
Људски алфахерпесвирус 1 присутан је у скоро 60% светске  популације са људима као јединим природним домаћином. ХСВ-1 се најчешће налази у оралној слузокожи и  подручјима очију и може се реактивирати изазвати очне инфекције, кератитис и спорадични енцефалитис који се назива херпес симплекс енцефалитис. ХСВ-1 се преноси оралним контакт, наиме, када је вирус активан на површинама слузокоже или ранама или пљувачки; међутим, може се пренети и на гениталне области орално-гениталним контактом.
ХСВ-1 је омотани, дволанчани ДНК вирус који успоставља латентност у ћелији домаћина након почетне инфекције. Након уласка фузијом мембране, нуклеокапсид се ослобађа у цитоплазму где се транспортује кроз систем микротубула ка језгру да би се ослободио геном. 
ХСВ-1 инфицира инервирајуће сензорне неуроне интеракцијом вирусних гликопротеина са гликозаминогликанима на површини ћелије и рецепторским нектином-1 како би се олакшала пХ независна фузија на аксоналном крају сензорних нерава.
Унутар неуронске ћелије, ХСВ-1 капсид је повезан са моторним протеином динеином на аксоналном терминусу да би се омогућио ретроградни транспорт ка телу неуронске ћелије у тригеминалним ганглијима. 
Сматра се да је спољни капсидни протеин ХСВ-1 пУЛ35 у интеракцији са Тцтек-1 и рп3 да би олакшао кретање ка језгру. Када капсид достигне нуклеарне поре, ХСВ-1 ДНК се усађује у језгро где се успоставља доживотна латентна или мирна фаза. 
Различити стимуланси као што су стрес, УВ светлост и имуносупресија могу реактивирати вирус ХСВ-1 из фазе латенције. Након реактивације, ХСВ-1 покреће литички циклус и новоформирани вируси се крећу ка аксону периферних сензорних неурона антероградним транспортом да би изашли егзоцитозом. Они приступају епителу слузокоже где се дешава даља репликација и коначно омогућава пренос са човека на човека. 
ХСВ-1 углавном може бити асимптоматски са неколико случајева очних болести. Инциденција енцефалитиса је релативно мања упркос серопреваленције ХСВ-1

## Еволуција
Хумани алфахерпесвирус 1 се може класификовати у шест класа:
- четири класе се јављају у источној Африци,

- један класа у источној Азији и

- један класа у Европи и Северној Америци.

Ово сугерише да вирус можда потиче из источне Африке. Сматра се да је најновији заједнички предак евроазијских сојева еволуирао пре око 60.000 година.

## Клиничка слика
Најчешћи симптом рекурентне инфекције је херпес усана (херпес фебрилис). Манифестује се појавом групе везикула, најчешће на кожи уста или на прелазу коже у слузокожу. Почиње локалним болом и сврабом на одређеном месту, а затим се јављају везикуле (балонска дегенерација заражених ћелија и накупљање течности). Када се везикуле осуше и отпадну за њима не остају ожиљци.
Остали симптоми које може изазвати људски херпес симплекс вирус су:
- Акутни херпетички гингивостоматитис - најчешћи симптом примарне инфекције појава рана на уснама.

- Херпетички екцем

- Херпетички кератокоњунктивитис и кератитис - манифестује се једностраним фоликуларним коњунктивитисом са отоком капака.

- Херпетички менингоенцефалитис - најтежи облик примарне инфекције, која се  јавља  као генерализована инфекција током примарне инфекције, или примарни херпес који захвата ЦНС.

- Трауматски херпес - облик херпеса који се јавља на трауматским лезијама (опекотине и ране).

## Терапија
У терапији херпетичних промена на кожи саветује се употреба ацикловира у облику таблета или масти, које се наноси на херпетичне ране. У случају резистенције на ацикловир препоручујеме се примена рибавирина, фударатина.
Избацити из употребе све масти које садрже кортикостероиде (нпр дексаметазон), јер делују имуносупресивно (смањују имунолошки одговор) и утичу на  лучење ендогеног интерферона који има улогу у одрбрани од вирусне инфекције.

## Профилакса
За превенцију гениталног херпеса саветује се редовна употребу презерватива (кондома) током сексуалних односа. За остале облике херпеса не постоји специфична профилакса.